# Антоній (Оникі)
Антоній Оникі — єпископ Перемиський з 1499 по 1520 рр. Відомий своєю активною громадською діяльністю та відвертими акціями протесту проти польського панування. В період свого управління єпархією ініціював проведення ряду з'їздів та соборів руського духовенства, шляхти та представників інших верств. Наперекір дискримінаційним заборонам, наказував бити у дзвони під час богослужінь, носити Євхаристію хворим із запаленими свічками та хоругвами, проводити урочисті процесії. На деяких богослужіннях розпоряджався класти собі під ноги почесний символ польського королівства та королів — білого орла. Категорично заперечував можливість юрисдикції своїх священиків латинським єпископам та участь своїх вірних у латинських святах.
В часи управління Антонієм Перемиською єпархією, багато священиків отримували свячення у Валахії.